# Saxifraga micans
Saxifraga micans är en stenbräckeväxtart som beskrevs av H. Sm.. Saxifraga micans ingår i Bräckesläktet som ingår i familjen stenbräckeväxter. Inga underarter finns listade i Catalogue of Life.